# Koen Van Wichelen
Koen Van Wichelen (21 augustus 1966) is een Belgisch schrijver en uitgever.

## Biografie
Van Wichelen begon zijn journalistieke carrière als hoofdredacteur van universiteitsblad Kampus en Teek Magazine. Later was hij onder andere redactiecoördinator bij Dag Allemaal en journalist en adjunct-hoofdredacteur bij Humo. Hij is tevens medeoprichter en gewezen directeur van het Fonds Pascal Decroos.
Hij was vijftien jaar lang, van 2000 tot 2015, uitgever en hoofdredacteur van het reismagazine Grande. Sinds 2015 is hij uitgever en hoofdredacteur van Boeken Magazine.
In 2012 begon Van Wichelen aan een carrière als schrijver, en verscheen zijn eerste boek, onder de vorm van een verhalenbundel: Pleidooi voor een warmere samenleving en andere beslommeringen. Sindsdien schreef hij vier romans, waarvan Krokodillentranen de eerste was.
Koen is een zoon van Staf Van Wichelen.

### Roman
- 2013: Krokodillentranen
- 2014: De barmhartigen
- 2016: De laatste man
- 2017: De varkens

### Verhalenbundel
- 2012: Pleidooi voor een warmere samenleving en andere beslommeringen